# Benoît Costil
Benoît Costil (født 3. juli 1987 i Caen), er en fransk fodboldspiller, der spiller som målmand for Salernitana.
Costil debuterede for det franske landshold den 15. november 2016 i en kamp mod Elfenbenskysten (0–0).